# Lashburn
Lashburn es un pueblo canadiense situado en la provincia de Saskatchewan.

## Superficie
Lashburn tiene una superficie de 3,05 km².

## Demografía
En 2021, tenía 870 habitantes, una densidad poblacional de 285,1 hab./km², y 360 viviendas.